# 程誥
程诰（1461年—1513年），字欽之，號萬松，江西饶州府乐平县人，军籍，明朝政治人物。

## 生平
弘治八年（1495年）乙卯科江西鄉試第六十七名舉人。弘治十二年（1499年）中式己未科會試第二百九十八名，二甲第九十二名進士。授刑部廣東司主事，正德二年（1507年）五月丁母憂，服闋，四年十一月補工部都水司主事，升本司员外郎，督臨清鈔关，升郎中，五年出为雷州府知府。正德八年入觐京师，病卒，享年五十四。

## 家族
曾祖程端弼；祖程禄源；父程隆壽。母王氏，继母萬氏。慈侍下。兄经、诏。弟雍（监生）、训、诞。一子程遇恩。